# Kirkwood (Illinois)
Kirkwood é uma vila localizada no estado americano de Illinois, no Condado de Warren.

## Demografia
Segundo o censo americano de 2000, a sua população era de 794 habitantes.
Em 2006, foi estimada uma população de 720, um decréscimo de 74 (-9.3%).

## Geografia
De acordo com o United States Census Bureau tem uma área de
2,4 km², dos quais 2,4 km² cobertos por terra e 0,0 km² cobertos por água.

## Localidades na vizinhança
O diagrama seguinte representa as localidades num raio de 20 km ao redor de Kirkwood.